# Den gyllene nyckeln
Den gyllene nyckeln (ryska: Золото́й клю́чик, Zolotój kljútjik) är en delvis dockanimerad långfilm baserad på pjäsen "Den gyllene nyckeln eller Buratinos äventyr" av Alexej Tolstoj från 1939.
Filmen hade premiär 1 juli 1939.

## Handling
Filmen handlar om de äventyr en trädocka ristad ur en stock av en orgelslipare Carlo upplever. Buratino, som dockan heter, går igenom fantastiska äventyr och besegrar flera fiender.

## Rollista
| Roll                | Originalskådespelare (1939)              | Röstskådespelare (1959) |
| ------------------- | ---------------------------------------- | ----------------------- |
| Karabas-Barabas     | Alexander Sjtjagin                       |                         |
| Duremar             | Sergej Martinson                         | Sergej Martinson        |
| Buratino            | Olga Sjaganova-Obraztsova                | Georgj Vitsin           |
| Pappa Carlo         | Georgij Uvarov / Anatolij Orfenov (sång) |                         |
| Luftskeppskapten    | Nikolaj Bogoljubov                       |                         |
| Giuseppe            | Michail Dagmarov                         | Georgj Vitsin           |
| Malvina             | Tamara Adelheim                          |                         |
| Pierrot             | Raisa Chairova                           |                         |
| Sandro, gästgivaren | Nikolaj Mitjurin                         |                         |
| Basilio             | Kirill Nikiforov                         |                         |
| Alice               | Valentina Pokorskaja                     | Julia Julskaja          |

## Filmteam
- Manusförfattare: Alexej Tolstoj, Ljudmila Tolstaja, Nikolaj Lesjtjenko
- Regissör: Alexander Ptusjko
- Filmfotograf: Nikolaj Renkov
- Artist: Jurij Sjvets
- Kompositör: Lev Schwartz
- Ljudtekniker: A. Bondarev
- Dockspelare: S. Sonnenburg A. Vasiljeva, K. Nikiforov, V. Pokorskaja, F. Tichonov
- Dock- och kostymdesigner: Valentin Kadotjnikov
- Make-up artist: V. Sjisjkov
- Klippare: V. Massino
- Låtskrivare: Michail Froman
  - Dirigent: Vasilij Sjirinskij
- Filmdirektör: M. Berditjevskij

## Produktion
Scener som innehöll dockkaraktärer, däribland Pinocchio själv, filmades med både klassisk bild-för-bild 3D-animering (detta var främst för scener där Pinocchio interagerar med Sjusjara, Tortila, Alice och Basilio, där de alla spelades av dockor), denna metod och perspektivförskjutning (i scenerna med Karabas-Barabas, Papa Carlo och andra människor var skådespelarna som spelade dem mycket närmare kameran än skådespelarna som spelade dockorna för att matcha skalan). I några scener spelades Pinocchio av en marionettdocka.

## Ny version
20 år senare, 1959, återupptogs inspelningen av filmen. Den nya musiken spelades in under ledning av dirigenten Algis Žuraitis.

## Videosläpp
Sedan början av 1990-talet har filmen släppts på VHS och DVD. Båda versionerna av filmen har släppts på DVD.